# Diorthus
Diorthus is een kevergeslacht uit de familie van de boktorren (Cerambycidae). De wetenschappelijke naam van het geslacht werd voor het eerst geldig gepubliceerd in 1891 door Gahan.

## Soorten
Diorthus omvat de volgende soorten:
- Diorthus cinereus (Fabricius, 1793)
- Diorthus intricarius Holzschuh, 1984
- Diorthus pellitulus Holzschuh, 1984
- Diorthus sericeus Gardner, 1939
- Diorthus vagus (Gahan, 1891)